# Svjetsko prvenstvo u motociklizmu 1994. – 250cc
Svjetsko prvenstvo u motociklizmu u klasi 250cc za 1994. godinu je osvojio talijanski vozač Max Biaggi na motociklu Aprilia RSV250 u momčadi Chesterfield Aprilia. 

## Raspored utrka i osvajači postolja
1994. godine je bilo na rasporedu 14 trkaćih vikenda Svjetskog prvenstva i na svima su vožene utrke u klasi 250cc. 
| rb | datum              | staza                          | utrka               | pole poz.       | motocikl | naj.krug        | motocikl | pobjednik            | motocikl | drugoplasirani  | motocikl | trećeplasirani       | motocikl | izvj.                   |
| -- | ------------------ | ------------------------------ | ------------------- | --------------- | -------- | --------------- | -------- | -------------------- | -------- | --------------- | -------- | -------------------- | -------- | ----------------------- |
| 1  | 27. ožujka 1994.   | Eastern Creek                  | VN Australije       | Loris Capirossi | Honda    | Max Biaggi      | Aprilia  | Max Biaggi           | Aprilia  | Doriano Romboni | Honda    | Loris Capirossi      | Honda    | [ 1 ] [ 2 ] [ 3 ]       |
| 2  | 10. travnja 1994.  | Shah Alam                      | VN Malezije         | Max Biaggi      | Aprilia  | Max Biaggi      | Aprilia  | Max Biaggi           | Aprilia  | Tadayuki Okada  | Honda    | Loris Capirossi      | Honda    | [ 1 ] [ 2 ] [ 4 ] [ 5 ] |
| 3  | 24. travnja 1994.  | Suzuka                         | VN Japana           | Max Biaggi      | Aprilia  | Max Biaggi      | Aprilia  | Tadayuki Okada       | Honda    | Loris Capirossi | Honda    | Tohru Ukawa          | Honda    | [ 1 ] [ 2 ] [ 6 ] [ 7 ] |
| 4  | 8. svibnja 1994.   | Jerez                          | VN Španjolske       | Loris Capirossi | Honda    | Max Biaggi      | Aprilia  | Jean-Philippe Ruggia | Aprilia  | Doriano Romboni | Honda    | Tadayuki Okada       | Honda    | [ 1 ] [ 2 ] [ 8 ] [ 9 ] |
| 5  | 22. svibnja 1994.  | Salzburgring                   | VN Austrije         | Max Biaggi      | Aprilia  | Loris Capirossi | Honda    | Loris Capirossi      | Honda    | Max Biaggi      | Aprilia  | Doriano Romboni      | Honda    | [ 1 ] [ 2 ] [ 10 ]      |
| 6  | 12. lipnja 1994.   | Hockenheim                     | VN Njemačke         | Loris Capirossi | Honda    | Loris Capirossi | Honda    | Loris Capirossi      | Honda    | Max Biaggi      | Aprilia  | Doriano Romboni      | Honda    | [ 1 ] [ 11 ] [ 12 ]     |
| 7  | 25. lipnja 1994.   | Assen                          | VN Nizozemske       | Max Biaggi      | Aprilia  | Max Biaggi      | Aprilia  | Max Biaggi           | Aprilia  | Tadayuki Okada  | Honda    | Wilco Zeelenberg     | Honda    | [ 1 ] [ 13 ] [ 14 ]     |
| 8  | 3. srpnja 1994.    | Mugello                        | VN Italije          | Max Biaggi      | Aprilia  | Max Biaggi      | Aprilia  | Ralf Waldmann        | Honda    | Tetsuya Harada  | Yamaha   | Loris Capirossi      | Honda    | [ 1 ] [ 15 ] [ 16 ]     |
| 9  | 17. srpnja 1994.   | Le Mans - Bugatti              | VN Francuske        | Doriano Romboni | Honda    | Loris Capirossi | Honda    | Loris Capirossi      | Honda    | Doriano Romboni | Honda    | Max Biaggi           | Aprilia  | [ 1 ] [ 17 ] [ 18 ]     |
| 10 | 24. srpnja 1994.   | Donnington Park                | VN Velike Britanije | Loris Capirossi | Honda    | Loris Capirossi | Honda    | Loris Capirossi      | Honda    | Tadayuki Okada  | Honda    | Doriano Romboni      | Honda    | [ 1 ] [ 19 ] [ 20 ]     |
| 11 | 21. kolovoza 1994. | Brno                           | VN Češke Republike  | Max Biaggi      | Aprilia  | Max Biaggi      | Aprilia  | Max Biaggi           | Aprilia  | Ralf Waldmann   | Honda    | Jean-Philippe Ruggia | Aprilia  | [ 1 ] [ 21 ] [ 22 ]     |
| 12 | 11. rujna 1994.    | Laguna Seca                    | VN SAD-a            | Doriano Romboni | Honda    | Max Biaggi      | Aprilia  | Doriano Romboni      | Honda    | Max Biaggi      | Aprilia  | Tetsuya Harada       | Yamaha   | [ 1 ] [ 23 ] [ 24 ]     |
| 13 | 25. rujna 1994.    | Oscar A. Gálvez - Buenos Aires | VN Argentine        | Loris Capirossi | Honda    | Tetsuya Harada  | Yamaha   | Tadayuki Okada       | Honda    | Max Biaggi      | Aprilia  | Tetsuya Harada       | Yamaha   | [ 1 ] [ 25 ] [ 26 ]     |
| 14 | 9. listopada 1994. | Catalunya - Barcelona          | VN Europe           | Max Biaggi      | Aprilia  | Loris Capirossi | Honda    | Max Biaggi           | Aprilia  | Loris Capirossi | Honda    | Doriano Romboni      | Honda    | [ 1 ] [ 27 ] [ 28 ]     |

VN Nizozemske - također navedena kao Dutch TT 

VN Velike Britanije - također navedena kao VN Britanije

## Poredak za vozače
Sustav bodovanja
Bodove osvaja prvih 15 vozača u utrci. 
| pozicija u utrci | 1. | 2. | 3. | 4. | 5. | 6. | 7. | 8. | 9. | 10. | 11. | 12. | 13. | 14. | 15. |
| bodovi           | 25 | 20 | 16 | 13 | 11 | 10 | 9  | 8  | 7  | 6   | 5   | 4   | 3   | 2   | 1   |

| mj. | vozač                     | konstruktor   | bm | momčad (tim)                      | motocikl                    | bodova |
| --- | ------------------------- | ------------- | -- | --------------------------------- | --------------------------- | ------ |
| 1.  | Max Biaggi                | Aprilia       | 4  | Chesterfield Aprilia              | Aprilia RSV250              | 234    |
| 2   | Tadayuki Okada            | Honda         | 8  | Kanemoto Honda                    | Honda NSR250                | 214    |
| 3   | Loris Capirossi           | Honda         | 2  | Marlboro Team Pileri              | Honda NSR250                | 199    |
| 4.  | Doriano Romboni           | Honda         | 5  | HB Racing Team Italy              | Honda NSR250                | 170    |
| 5.  | Ralf Waldmann             | Honda         | 28 | HB Honda Germany                  | Honda NSR250                | 156    |
| 6.  | Jean-Philippe Ruggia      | Aprilia       | 17 | Chesterfield Aprilia              | Aprilia RSV250              | 149    |
| 7.  | Tetsuya Harada            | Yamaha        | 1  | Yamaha Motor France               | Yamaha TZM250               | 109    |
| 8.  | Jean-Michel Bayle         | Aprilia       | 22 | Chesterfield Aprilia              | Aprilia RSV250              | 105    |
| 9.  | Luis D'Antín              | Honda         | 15 | Repsol-MX Honda Pepsi             | Honda NSR250                | 100    |
| 10. | Nobuatsu Aoki             | Honda         | 11 | JHA Racing Honda Rheos Jha Racing | Honda NSR250                | 95     |
| 11. | Wilco Zeelenberg          | Honda         | 12 | DC Racing Team                    | Honda NSR250                | 84     |
| 12. | Carlos Checa              | Honda         | 23 | Givi Racing                       | Honda NSR250                | 54     |
| 13. | Eskil Suter               | Aprilia       | 19 | Mohag Aprilia                     | Aprilia RSV250              | 42     |
| 14. | Adrian Bosshard           | Honda         | 20 | ELF Honda Dealer Suisse           | Honda NSR250                | 34     |
| 15. | Andreas Preining          | Aprilia       | 6  | Dolly Buster Preining             | Aprilia RSV250              | 30     |
| 16. | Patrick van den Goorbergh | Aprilia       | 16 | Racing Team v.d. Goorbergh        | Aprilia RSV250              | 27     |
| 17. | Jurgen van den Goorbergh  | Aprilia       | 32 | Team Forza La Moto                | Aprilia RSV250              | 24     |
| 18. | Kenny Roberts Junior      | Yamaha        | 25 | Marlboro Team Rainey              | Yamaha TZM250               | 23     |
| 19. | Tohru Ukawa               | Honda         | 56 | HRC                               | Honda NSR250                | 16     |
| 20. | Takuma Aoki               | Honda         | 57 | Cup Noodle Honda                  | Honda NSR250                | 11     |
| 20. | Marcellino Lucchi         | Aprilia       | 11 |                                   | Aprilia RSV250              | 11     |
| 22. | Toshihiko Honma           | Yamaha        | 44 | Marlboro Team Rainey              | Yamaha TZM250               | 11     |
| 23. | Alessandro Gramigni       | Aprilia       | 39 | Gramigni Gasss                    | Aprilia RSV250              | 10     |
| 24. | Luis Carlos Maurel        | Honda         | 38 | Maurel Competicion                | Honda NSR250                | 10     |
| 25. | Bernd Kassner             | Aprilia       | 26 | Racing Team Munich                | Aprilia RSV250              | 9      |
| 26. | Giuseppe Fiorillo         | Honda         | 40 | Marlboro Team Pileri              | Honda NSR250                | 8      |
| 27. | Adi Stadler               | Honda         | 27 | Veitinger Honda                   | Honda NSR250                | 8      |
| 28. | Craig Connell             | Honda         | 53 | Fibreflash Racing                 | Honda NSR250                | 5      |
| 29. | Miguel Angel Castilla     | Yamaha        | 58 | Cepsa 10 X 10                     | Yamaha TZM250               | 5      |
| 30. | Juan Bautista Borja       | Aprilia Honda | 29 | Team Hernandez Ducados Honda Pons | Aprilia RSV250 Honda NSR250 | 5      |
| 31. | José Luis Cardoso         | Aprilia       | 30 | PR2                               | Aprilia RSV250              | 2      |

 u ljestvici vozači koji su osvojili bodove u prvenstvu 

## Poredak za konstruktore
Sustav bodovanja
Bodove za proizvođača osvaja najbolje plasirani motocikl proizvođača među prvih 15 u utrci. 
| pozicija u utrci | 1. | 2. | 3. | 4. | 5. | 6. | 7. | 8. | 9. | 10. | 11. | 12. | 13. | 14. | 15. |
| bodovi           | 25 | 20 | 16 | 13 | 11 | 10 | 9  | 8  | 7  | 6   | 5   | 4   | 3   | 2   | 1   |

Honda prvak u poretku konstruktora.
| mj. | konstruktor | bod |
| --- | ----------- | --- |
| 1.  | Honda       | 320 |
| 2.  | Aprilia     | 283 |
| 3.  | Yamaha      | 112 |

 u ljestvici konstruktori koji su osvojili bodove u prvenstvu 

## Vanjske poveznice
- (engl.) motogp.com
- (fr.) racingmemo.free.fr, LES CHAMPIONNATS DU MONDE DE VITESSE MOTO
- (engl.) motorsportstats.com, MotoGP
- (fr.) pilotegpmoto.com
- (nizoz.) jumpingjack.nl, Alle Grand-Prix uitslagen en bijzonderheden, van 1973 (het jaar dat Jack begon met racen) tot heden.
- (engl.) the-sports.org, Moto - 250 cc Moto2) - Prize list
- (engl.) motorsport-archive.com, World 250ccm Championship :: Overview  Arhivirana inačica izvorne stranice od 30. svibnja 2023. (Wayback Machine)
- (engl.) en.wikipedia.org, 1994 Grand Prix motorcycle racing season
- (tal.) it.wikipedia.org, Risultati del motomondiale 1994